# Leptochilus insitivus
Leptochilus insitivus är en stekelart som beskrevs av Gusenleitner 1976. Leptochilus insitivus ingår i släktet Leptochilus och familjen Eumenidae. Inga underarter finns listade i Catalogue of Life.